# Bonča
Bonča je priimek v Sloveniji, ki ga je po podatkih Statističnega urada Republike Slovenije na dan 1. januarja 2010 uporabljalo 162 oseb in je med vsemi priimki po pogostosti uporabe uvrščen na 2.745. mesto.

## Znani nosilci priimka
- Breda Štivan Bonča (*1961), novinarka RTV, specializirana za zdravstvo
- Ferdinand Bonča (1792—1840), frančiškan in nabožni pisec
- Jaka Bonča (*1962), arhitekt, kipar/slikar?, prof. FA
- Janez Bonča (*1960), fizik, univ. profesor
- Milena Bonča (roj. Milena Batič), otroška pesnica
- Miloš Bonča (1932—2006), arhitekt, urbanist, profesor FA
- Miro Friderik Bonča (1929—2000), duhovnik, zvonoslovec
- Petra Došenović Bonča, ekonomistka, prof. EF UL
- Tina Bonča, kostumografka
- Valter Bonča (*1968), kolesar